# Il gabinetto del dottor Caligari
Il gabinetto del dottor Caligari (Das Cabinet des Dr. Caligari) è un film muto del 1920 diretto da Robert Wiene.
L'opera è considerata il simbolo del cinema espressionista tedesco: rifacendosi all'espressionismo tedesco ne usa radicalmente la teoresi e la poetica, non meno di elementi semantici come il tema del doppio e la difficile distinzione tra allucinazione e realtà, supportata da una scenografia tendente alla psichedelia e caratterizzata da forme zigzaganti.

## Trama

### Primo atto

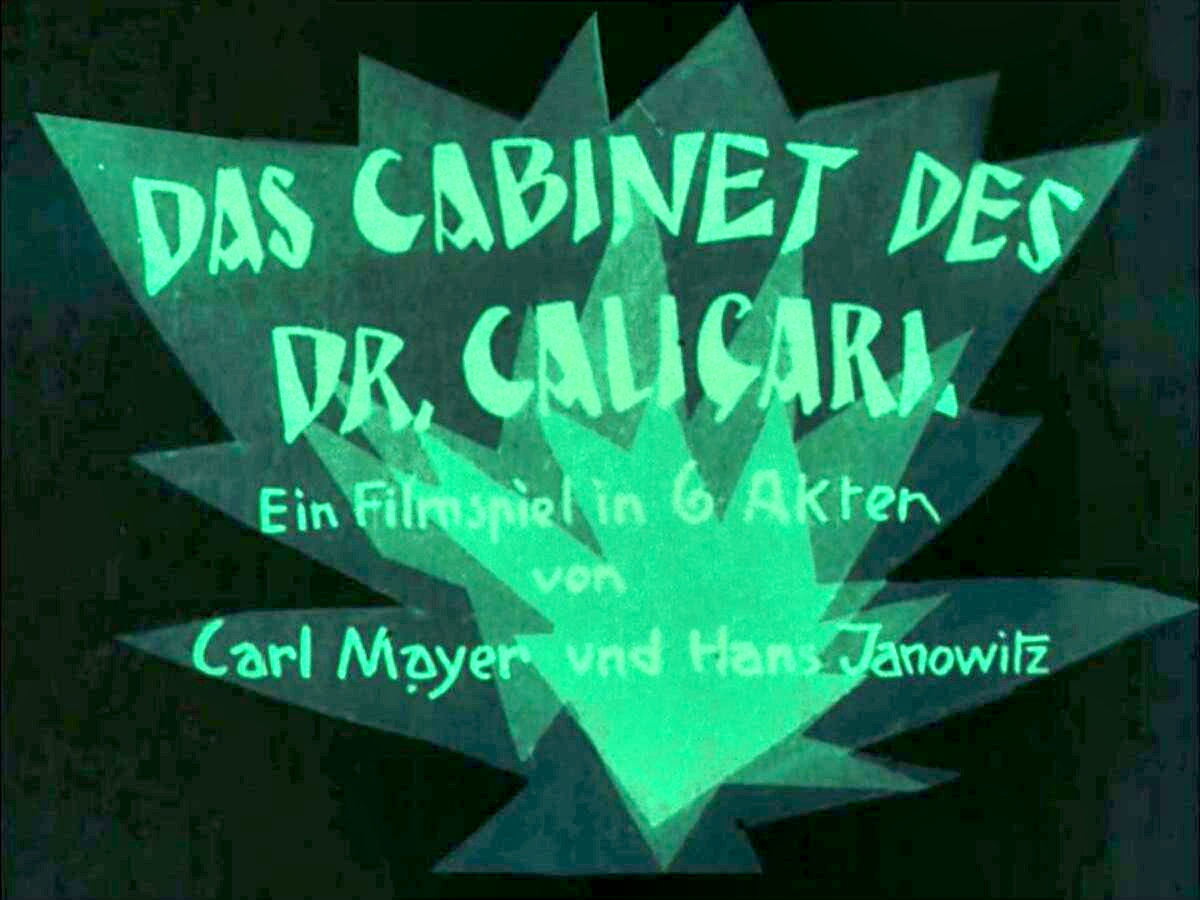
Il gabinetto del dottor Caligari: un film in sei atti.

Uno dei personaggi, Francis, racconta in analessi una storia sinistra a un interlocutore, un uomo anziano seduto di fianco a lui: l'analessi ritorna al 1830, nel piccolo paese di Holstenwall in Germania, in cui un uomo anziano dal comportamento poco raccomandabile, di nome Caligari, giunge alla fiera del paese per presentare il suo sonnambulo, Cesare, che egli tiene sotto ipnosi in una cassa da morto. Il dottor Caligari sostiene che il sonnambulo, una volta svegliato, sia in grado di conoscere il passato e di predire il futuro.

### Secondo atto

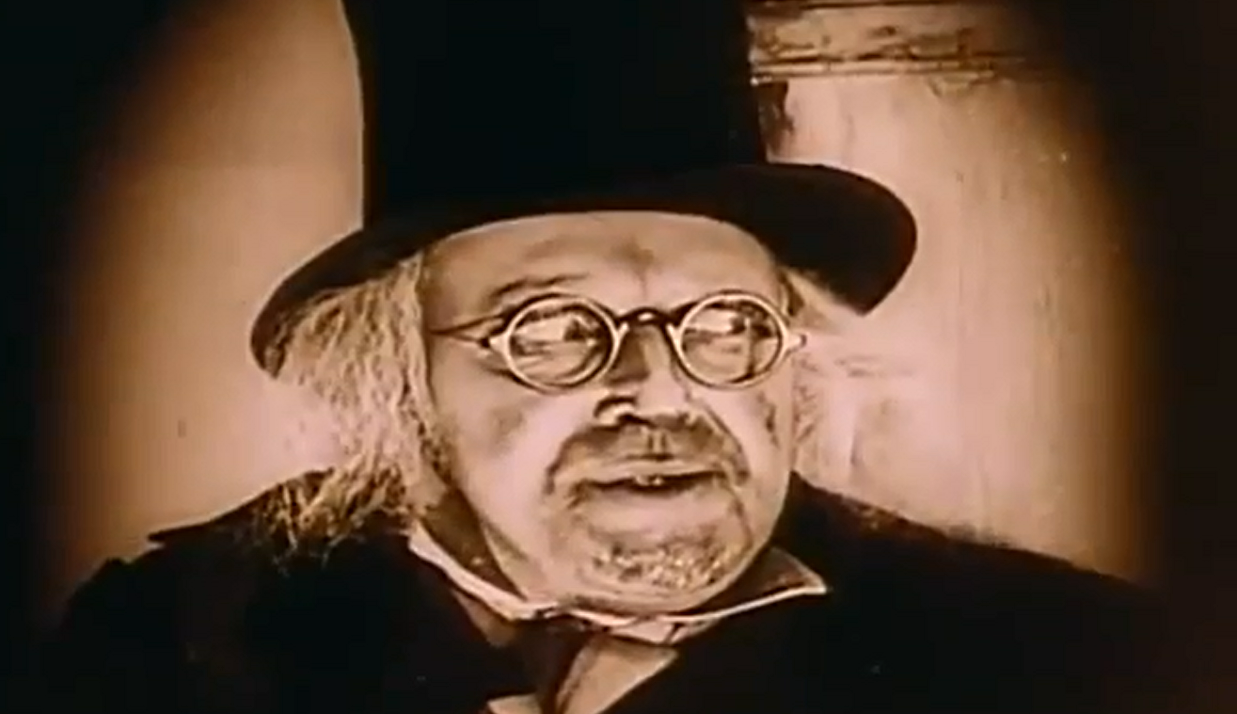
Caligari (Werner Krauss)

Con l'arrivo del dottor Caligari nel paese, cominciano ad avvenire morti sospette: la prima vittima è il segretario della fiera, che si era dimostrato estremamente scortese e irriverente nei confronti di Caligari.
Il giorno dopo, l'amico del narratore, Alan, è il primo a chiedere una predizione: i due uomini condividono l'amore per Jane, bellissima fanciulla che essi si contendono pacificamente. Cesare predice ad Alan che morirà entro il mattino seguente, cosa che effettivamente si avvera: l'uomo viene pugnalato nel proprio letto.

### Terzo atto
Le indagini si concentrano da subito su Cesare, ma il dottore dimostra che questi è sempre rimasto con lui a dormire nella sua bara: viene dunque arrestato un bandito, colto in flagrante nell'atto di pugnalare una vecchietta.

### Quarto atto

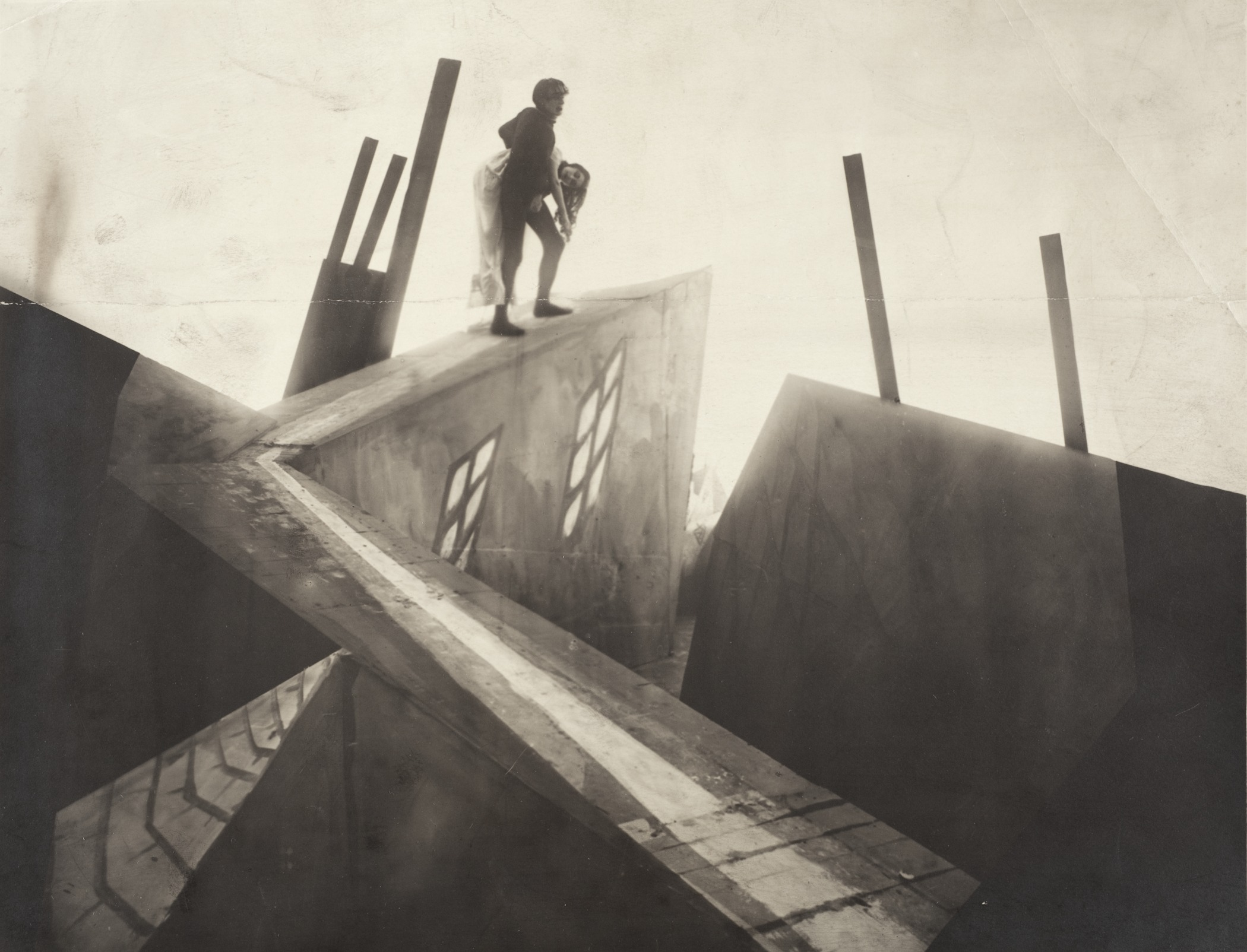
Cesare rapisce Jane

Il criminale arrestato confessa di aver tentato di uccidere la signora con le stesse modalità degli altri due omicidi allo scopo di scaricare la propria colpa sul misterioso assassino, ma di non averli commessi. Intanto Jane, in cerca del padre, si imbatte nel dottor Caligari: questi, dopo averla spaventata, ordina a Cesare di ucciderla nella notte. Quando Cesare è sul punto di farlo, rimane però estasiato dalla bellezza eterea della giovane, quindi la rapisce. Venendo inseguito dalla folla, sfinito, è costretto ad abbandonarla e, dopo aver percorso un ulteriore tratto, non visto, cade a terra morto. Una volta in salvo, Jane rivela che il rapitore era Cesare.

### Quinto atto

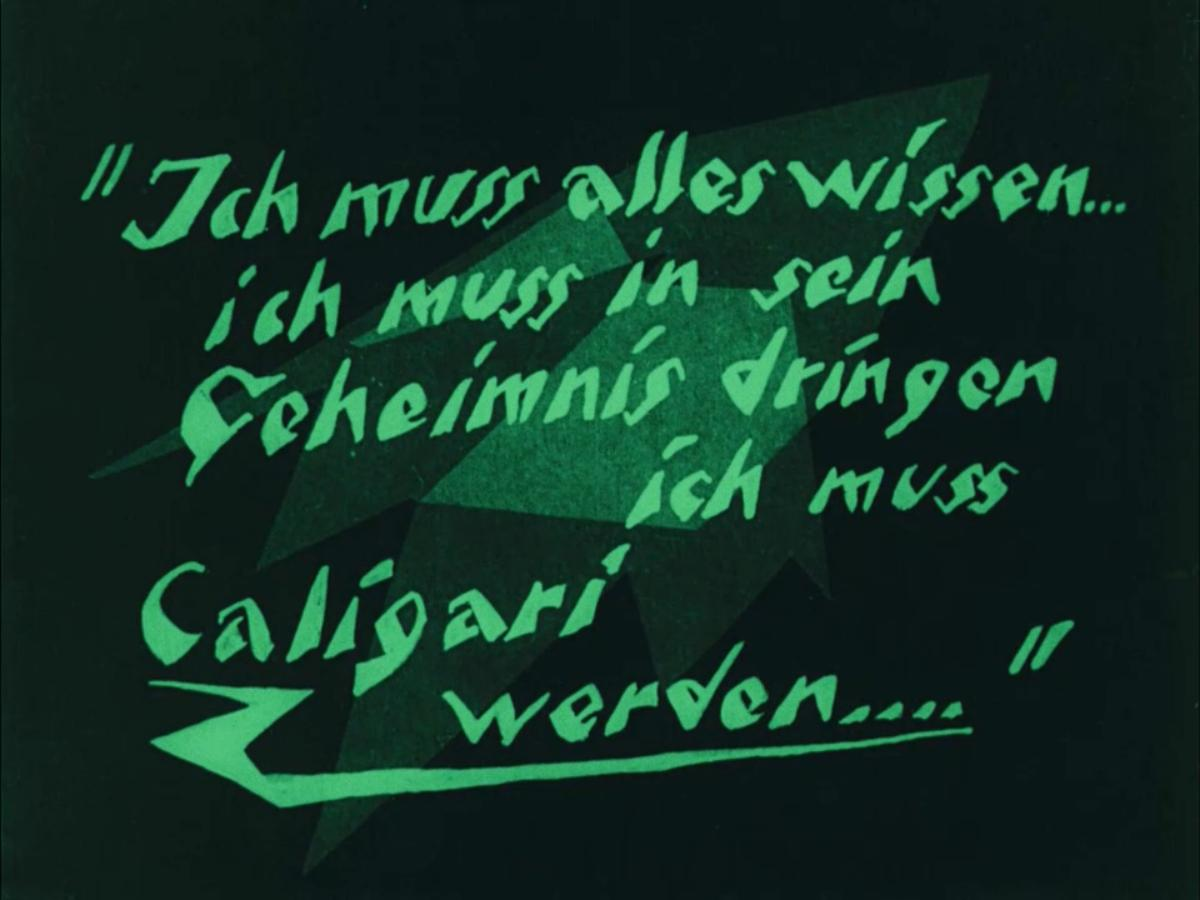
Didascalia sul finire del V atto

Francis, che era rimasto a osservare di nascosto dalla finestra dell'abitazione del dottor Caligari, rimanendo sconcertato nel vedere che Cesare continuasse a dormire nella sua bara con il dottore accanto a lui, chiede aiuto alla polizia. Insieme si recano presso l'abitazione del dottor Caligari, dove scoprono che il Cesare che vedono dalla finestra è in realtà solo un fantoccio che il dottor Caligari utilizza per coprire i propri movimenti. Smascherato e inseguito dalle forze dell'ordine, il dott. Caligari si rifugia presso un manicomio di cui è egli stesso il direttore.
Qui Francis svela il mistero, grazie al ritrovamento del diario segreto del dottore: in preda all'insaziabile desiderio di ricerca nel campo del sonnambulismo, il dottore aveva scoperto come nel 1703 fosse vissuto uno psicologo, di nome Caligari, che girando di città in città nell'Italia settentrionale si era servito di un paziente affetto da sonnambulismo come assassino, contro la volontà stessa di quest'ultimo: volendo imitarlo, e approfittando dell'arrivo al manicomio di Cesare, affetto da sonnambulismo, il dottore aveva avviato con lui i propri esperimenti, riuscendo a comandarlo a proprio piacimento e convincendosi sempre di più di essere egli stesso il dottor Caligari.

### Sesto atto
Viene ritrovato il cadavere di Cesare: il direttore del manicomio, vistosi scoperto e ormai incriminato, aggredisce Francis e gli infermieri, ma gli viene infilata una camicia di forza e viene rinchiuso in una cella di isolamento.
Mentre il racconto termina con la detenzione forzata del dottore nel suo stesso manicomio, si conclude la lunga analessi, alla panchina dove sono seduti Francis e il suo ascoltatore. Tuttavia, un finale a sorpresa lascia intendere che forse il racconto di Francis non è stato altro che frutto della sua fantasia: Francis, Jane e Cesare sono infatti pazienti del manicomio menzionato nel racconto e la persona che Francis sostiene essere il dottor Caligari altri non è che l'attuale direttore dello stesso istituto correttivo; nel vederlo, Francis dà in escandescenze, e prima che possa aggredirlo gli viene messa la camicia di forza.
La pellicola si conclude con Francis rinchiuso in cella di isolamento. Il direttore del manicomio afferma che saprà come trattare Francis, ora che è emerso l'oggetto della sua ossessione: il dottor Caligari.

## Produzione
La pellicola è stata girata a Berlino nel Lixie-Atelier, nel quartiere di Weißensee, dalla Decla-Film-Gesellschaft di Erich Pommer.

### Sceneggiatura
Autori della sceneggiatura furono Carl Mayer e Hans Janowitz.

### Scenografia
La scenografia fu affidata a Hermann Warm, che assieme ai due amici pittori e scenografi espressionisti Walter Reimann e Walter Röhrig studiò il copione. Concordarono che esso richiedeva scenografie inconsuete e irreali e così eseguirono fondali su tela dipinta, ispirati dai modelli pittorici di Kirchner.
(Lotte H. Eisner, Lo schermo demoniaco, pag. 32)

## Colonna sonora
Negli anni sono state realizzate diverse colonne sonore alternative per il film.
Nel 1919 Robert Wiene aveva scelto come accompagnamento musicale della pellicola il sestetto per archi Verklärte Nacht di Arnold Schönberg, eseguito da Giuseppe Becce.
Nel 2003 il collettivo Edison Studio (Mauro Cardi, Luigi Ceccarelli, Fabio Cifariello Ciardi e Alessandro Cipriani) ha composto una nuova colonna sonora elettroacustica della pellicola; il lavoro è stato presentato in prima esecuzione assoluta alla International Computer Music Conference del 2003, tenutasi il 2 ottobre a Singapore.
Nel 2013 il Walker Art Center commissiona una sonorizzazione della pellicola al trio art rock, tutto al femminile, delle Brute Heart.
Nel 2016 è stato pubblicato il DVD del restauro della pellicola ad opera della Cineteca di Bologna, accompagnato da due tracce audio di stile completamente opposto: la colonna sonora elettroacustica targata Edison Studio e le musiche composte e dirette da Timothy Brock sul podio della Brussels Philharmonic.
Nel 2017 i Super Trutux e i Bologna Violenta hanno composto una nuova sonorizzazione della pellicola. Il lavoro è stato presentato il 21 giugno 2017 a Modena, nell'ambito della rassegna Soundtracks - Musica da film, organizzata da Corrado Nuccini e finanziata anche dal Museo nazionale del cinema. Il 13 ottobre 2017 la sonorizzazione è stata pubblicata ufficialmente da Dischi Bervisti e Audioglobe con il titolo Soundtrack for Caligari.
Nel 2024 il musicista tedesco Karl Bartos (ex componente dei Kraftwerk) ha composto e pubblicato una nuova colonna sonora per il film.

## Stile

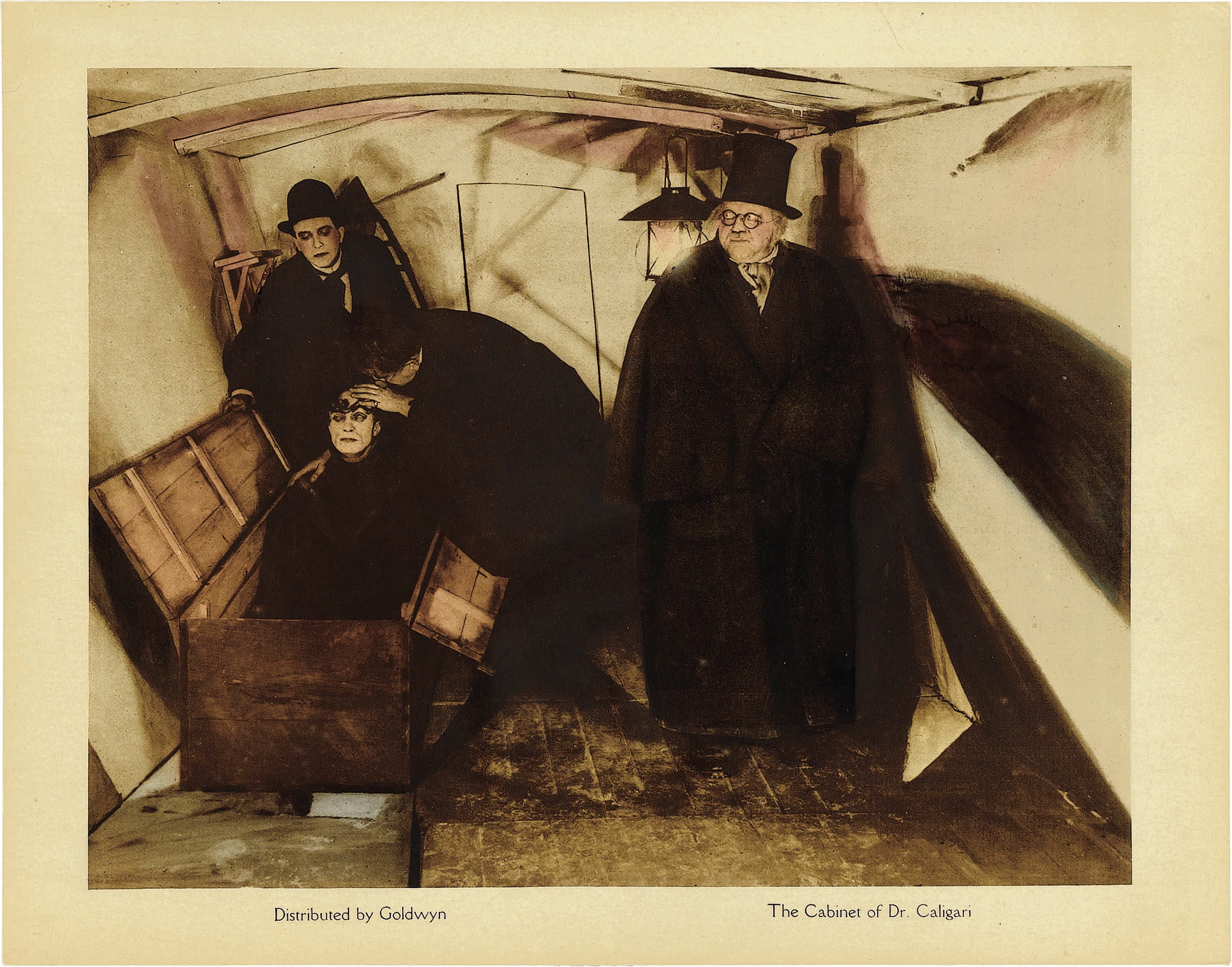
Caligari e Cesare e la scenografia espressionista della pellicola

Il gabinetto del dottor Caligari fu la pellicola-simbolo dell'Espressionismo. Quando venne girata, nel 1919, l'Espressionismo era già un movimento artistico noto e maturo, tanto che quest'opera ne segnò l'apoteosi, aprendo una nuova strada anche nella cinematografia.
La storia di accuse reciproche tra i personaggi è già di per sé delirante, ma quello che scuote lo spettatore è la caratterizzazione delle inquadrature, che utilizzando la tecnica dell'angolo olandese (o piano olandese, in inglese Dutch angle) creano scenografie allucinate dalla geometria non euclidea, con forme appuntite, ombre minacciose, strade serpentine che diventano vicoli ciechi; i personaggi recitano col volto pesantemente truccato, in particolare il sonnambulo, che ha gli occhi cerchiati di nero.
La pellicola è girata tramite lunghe riprese fisse, con poco montaggio, il che crea una sorta di bidimensionalità, oltre all'impressione asfissiante che l'inquadratura sia chiusa su se stessa, come se fosse un mondo a parte, al di fuori del quale non esiste niente.

Sul ritmo della pellicola scrive Louis Delluc: 
(citato da Lotte Eisner a pag. 27 de Lo schermo demoniaco)

## Distribuzione

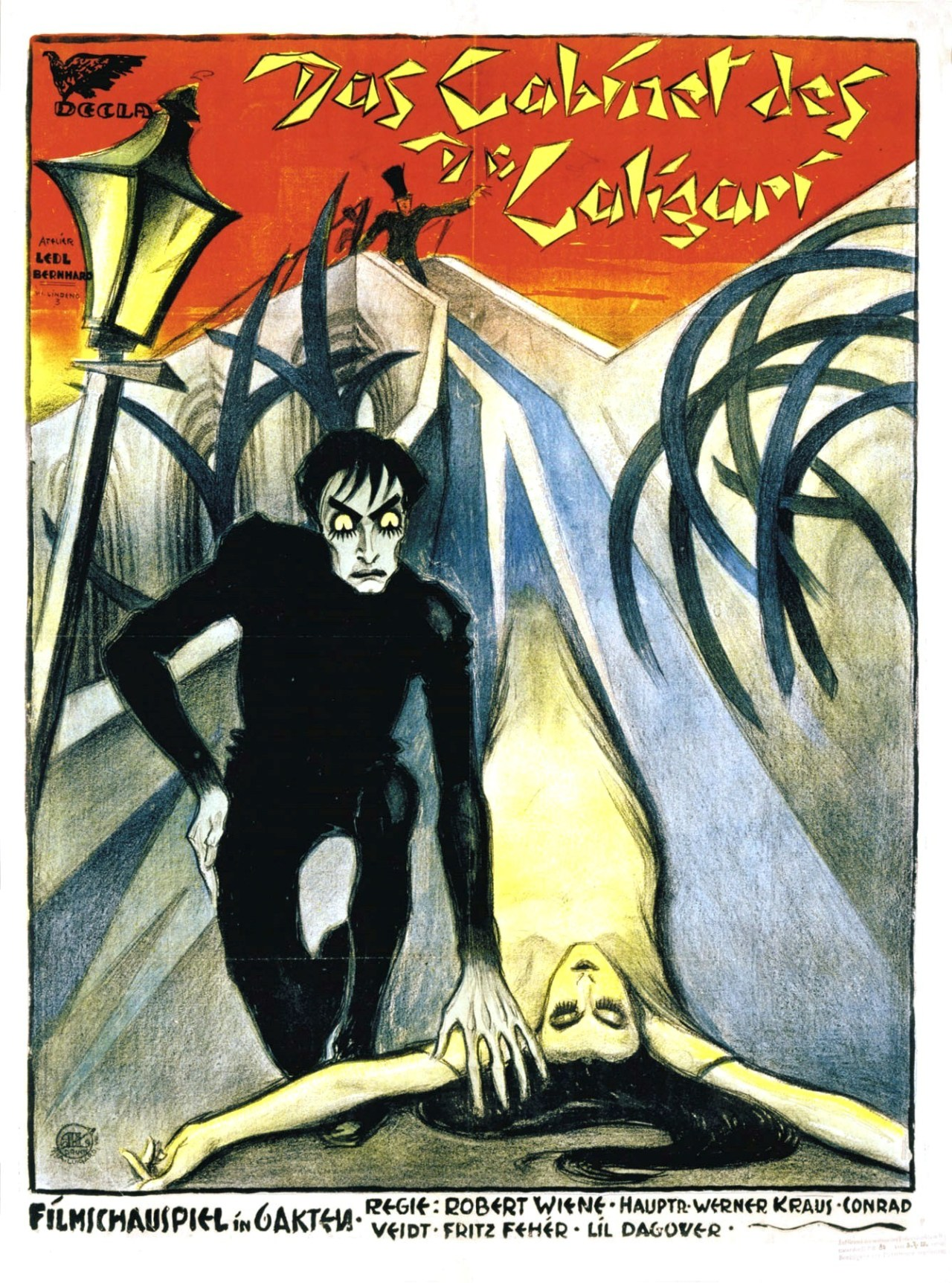
La locandina tedesca del film

La pellicola venne proiettata in anteprima a Berlino il 26 febbraio 1920 e uscì in tutta la Germania il giorno seguente; fu poi distribuita in tutto il mondo. La lunghezza dell'opera varia nelle diverse versioni.

### Alcune date di uscita
- Germania: 27 febbraio 1920 (72 min)
- Svezia: 21 febbraio 1921
- Stati Uniti d'America: 19 marzo 1921 (51 min)
- Giappone: 14 maggio 1921
- Messico: 8 dicembre 1921
- Finlandia: 30 gennaio 1922
- Francia: 15 marzo 1922
- Italia: febbraio 1924
- Stati Uniti d'America: 15 ottobre 1997 (riedizione in DVD,[10] 72 min)
- Grecia: 16 novembre 2002
- Repubblica Ceca: 10 gennaio 2008
- Italia: 21 gennaio 2012 (riedizione in DVD)

### Titoli
- Das Cabinet des Dr. Caligari (titolo originale)
- Das Kabinett des Doktor Caligari (spelling alternativo)
- The Cabinet of Dr. Caligari (titolo internazionale in inglese)
- Il gabinetto del dottor Caligari (titolo in italiano)
- El gabinete del doctor Caligari (titolo in spagnolo)
- El gabinet del Dr. Caligari (titolo in catalano)
- Le Cabinet du docteur Caligari (titolo in francese)
- O Gabinete do Dr. Caligari (titolo in portoghese)
- Dr. Caligari (titolo in ungherese)
- Gabinet doktora Caligari (titolo in polacco)

## Restauri

### Precedenti al 2014
La pellicola è stata più volte restaurata negli anni: dalla cineteca di Monaco di Baviera nel 1980, dall'Archivio federale di Coblenza (prima ricostruzione a colori dell'originale copia virata) nel 1984 e per il Progetto Lumière nel 1995. Un'ulteriore versione restaurata e colorata dalla Film Preservation Associates per il mercato DVD è stata presentata sul mercato nel 1996, con la colonna sonora del compositore Timothy Brock.

### Restauro del 2014 della Cineteca di Bologna
Un bando internazionale, lanciato nell'aprile del 2012 dalla Fondazione Murnau, è stato vinto dal laboratorio L'Immagine Ritrovata della Cineteca di Bologna, che ha presentato la nuova versione restaurata del film (durata: 77 minuti) al 64º Festival di Berlino del 2014. Il film restaurato è stato distribuito nelle sale italiane nel febbraio del 2016. Il DVD è accompagnato da due tracce audio di stile totalmente opposto: la colonna sonora elettroacustica (Edison Studio) e le musiche composte e dirette da Timothy Brock.

## Remake
Nel 1962 il regista francese Roger Kay ha girato un film dal fuorviante titolo de Il gabinetto del Dr. Caligari (The Cabinet of Caligari), che nulla ha a che vedere con l'originale, tranne il nome del protagonista.
Un remake con fotografia estremamente fedele all'originale è stato girato nel 2005 dal regista indipendente David Lee Fisher e presentato allo Screamfest Film Festival dello stesso anno, dove si è aggiudicato tre premi.